# Anacampseros vanthielii
Anacampseros vanthielii är en tvåhjärtbladig växtart som beskrevs av Graham Williamson. Anacampseros vanthielii ingår i släktet Anacampseros och familjen Anacampserotaceae. Inga underarter finns listade i Catalogue of Life.